# Bitino
Bitino (Arezzo, I secolo a.C. – Arezzo, I secolo) è stato un decoratore e artigiano italiano.

## Biografia
Bitino nacque ad Arezzo intorno agli ultimi decenni del I secolo a.C.
Bitino fu un decoratore di vasi aretini.
Lavorò nell'officina di Marco Perennio ad Arezzo, considerato uno tra i più grandi vasai dell'epoca antica, che introdusse le decorazioni a rilievo per i vasi più grandi e riprodusse scene con raffigurazioni mitologiche, ma anche di vita quotidiana (simposio).
La firma di Bitino è presente in numerosi frammenti di vasi conservati nel Museo archeologico statale Gaio Cilnio Mecenate di Arezzo. Celebre fu un suo vaso con la parete quadripartita da maschere di Pan, fra le quali sono stesi festoni di frutta e fiori e si muovono figure danzanti.
Il nome di Bitino è anche presente in alcuni frammenti in associazione a quello del ceramografo Bargate. Anche lui aveva lavorato sotto Marco Perennio, assieme ad altri decoratori quali Cerdone, Niceforo, Filemone e Tigrane; è dunque probabile che, una volta emancipato, abbia chiamato a sé il vecchio compagno di lavoro, dopo aver aperto un'attività in proprio, un'officina propria.
Bitino morì ad Arezzo intorno alla prima metà del I secolo d.C.